# Arabiske kristne
Arabiske kristne er mennesker, der taler arabisk og er tilhænger af kristendommen. De arabiske kristne har deres rødder i perioden før Islams fremkomst i Mellemøsten. 
Der er store grupper af kristne i Egypten, samt Libanon hvor de kristne indtil den palæstinensiske indvandring fra Israel var i flertal. 
I den arabiske diaspora i Amerika, Argentina, Brasilien, Colombia, Ecuador er et stort antal kristne. I Brasilien er der mere end 12 millioner arabere, og de fleste af disse mennesker er kristne.
I Danmark er der et stort Irakisk kristensamfund, som efter Saddam Husseins fald i Irak er blevet forfulgte. 
| Kristendom | Spire Denne artikel om kristendom er en spire som bør udbygges. Du er velkommen til at hjælpe Wikipedia ved at udvide den. |